# Cyphastrea agassizi
Cyphastrea agassizi är en korallart som först beskrevs av Vaughan 1907.  Cyphastrea agassizi ingår i släktet Cyphastrea och familjen Faviidae. IUCN kategoriserar arten globalt som sårbar. Inga underarter finns listade i Catalogue of Life.